# 横澤夏子のじょんのびラジオ
横澤夏子のじょんのびラジオ（よこさわなつこのじょんのびらじお）はかつてFM PORTで放送されていたラジオ番組。

## 番組概要
新潟県糸魚川市出身のお笑い芸人、横澤夏子が新潟とつながる番組。
人・ニュース・食べ物・スポットなど素のままの横澤が新潟にまつわる情報を取り上げる番組であったが、2020年6月30日のFM PORT閉局に伴い、同月28日を以って放送終了した。

## コーナー
- 夏子、新潟でネタを試させてください
- 夏子、お悩み相談
- 夏子、お笑いを学ぶ
- ワタシの自分ルール
- 横澤夏子と電話をしたい
- ふつおた

## リンク
- 番組ホームページ - ウェイバックマシン（2020年2月2日アーカイブ分）

| FM PORT 日曜 17時台 | FM PORT 日曜 17時台                                 | FM PORT 日曜 17時台 |
| 前番組              | 番組名                                              | 次番組              |
| ------------------- | --------------------------------------------------- | ------------------- |
| SUNDAY SPORTS BAR   | 横澤夏子のじょんのびラジオ （2017.4.2 - 2020.6.28） | （閉局）            |

| スタブアイコン | サブスタブ | この項目は、まだ閲覧者の調べものの参照としては役立たない、ラジオ番組に関連した書きかけの項目です。この項目を加筆・訂正などしてくださる協力者を求めています（P:ラジオ/PJ:放送番組）。 |